# Slowakische Squash-Meisterschaften
Die Slowakischen Squash-Meisterschaften sind ein Wettbewerb zur Ermittlung des nationalen Meistertitels im Squash in der Slowakei. Ausrichter ist die Slovenská squashová asociácia.
Sie werden seit 1997 bei den Herren und Damen jährlich ausgetragen. Rekordhalter sind Róbert Šurina bei den Herren mit sieben Titeln sowie Linda Hrúziková bei den Damen mit acht Titeln.

## Slowakische Meister
Die Nummern in Klammern hinter den Namen geben die Anzahl der gewonnenen Meisterschaften wieder. Folgende Spieler konnten die Meisterschaft gewinnen:
| Jahr | Herren              | Damen                   |
| ---- | ------------------- | ----------------------- |
| 1997 | Marek Kristl        | Mária Neckárová         |
| 1998 | Róbert Šurina       | Henrieta Kolláthová     |
| 1999 | Róbert Šurina (2)   | Henrieta Kolláthová (2) |
| 2000 | Róbert Šurina (3)   | Henrieta Kolláthová (3) |
| 2001 | Róbert Šurina (4)   | Henrieta Kolláthová (4) |
| 2002 | Róbert Šurina (5)   | Henrieta Kolláthová (5) |
| 2003 | Róbert Šurina (6)   | Henrieta Kolláthová (6) |
| 2004 | Róbert Šurina (7)   | Aneta Paprnáková        |
| 2005 | Róbert Dobai        | Aneta Paprnáková (2)    |
| 2006 | Andrej Schmidtmayer | Linda Hrúziková         |
| 2007 | Marek Zvonček       | Linda Hrúziková (2)     |
| 2008 | Marek Manik         | Linda Hrúziková (3)     |
| 2009 | Marek Manik (2)     | Linda Hrúziková (4)     |
| 2010 | Tomáš Tóth          | Linda Hrúziková (5)     |
| 2011 | Marek Manik (3)     | nicht ausgetragen       |
| 2012 | Marek Manik (4)     | Andrea Malinová         |
| 2013 | Marek Manik (5)     | Linda Hrúziková (6)     |
| 2014 | Peter Kviečinský    | Linda Hrúziková (7)     |
| 2015 | Miroslav Celler     | Linda Hrúziková (8)     |
| 2016 | Miroslav Celler (2) | Andrea Malinová (2)     |
| 2017 | Tomáš Tóth (2)      | Andrea Malinová (3)     |
| 2018 | Miroslav Celler (3) | Klára Köhlerová         |
| 2019 | Miroslav Celler (4) | Andrea Malinová (4)     |
| 2020 | Miroslav Celler (5) | nicht ausgetragen       |
| 2021 | Tomáš Tóth (3)      | nicht ausgetragen       |
| 2022 | Miroslav Celler (6) | Klára Köhlerová (2)     |
| 2023 | Matej Hrnčiřík      | Klára Köhlerová (3)     |
| 2024 | Matej Hrnčiřík (2)  | Klára Köhlerová (4)     |
| 2025 | Tomáš Tóth (4)      | nicht ausgetragen       |